# Цзінін
Цзінін (кит. спр. 济宁市, піньїнь: Jìníng Shì) — місто-округ в китайській провінції Шаньдун. Рідні міста філософів Конфуція та Мен-цзи — Цюйфу та Цзоучен відповідно — є міськими повітами Цзініна.

## Географія
Округа Цзінін розташовується у південно-західній частині провінції, до складу міста входить майже уся берегова лінія озера Наньсі.

### Клімат
Місто знаходиться у зоні, котра характеризується вологим субтропічним кліматом. Найтепліший місяць — липень із середньою температурою 25.6 °C (78 °F). Найхолодніший місяць — січень, із середньою температурою -1.1 °С (30 °F).
| Клімат Цзініна (район Яньчжоу) | Клімат Цзініна (район Яньчжоу) | Клімат Цзініна (район Яньчжоу) | Клімат Цзініна (район Яньчжоу) | Клімат Цзініна (район Яньчжоу) | Клімат Цзініна (район Яньчжоу) | Клімат Цзініна (район Яньчжоу) | Клімат Цзініна (район Яньчжоу) | Клімат Цзініна (район Яньчжоу) | Клімат Цзініна (район Яньчжоу) | Клімат Цзініна (район Яньчжоу) | Клімат Цзініна (район Яньчжоу) | Клімат Цзініна (район Яньчжоу) | Клімат Цзініна (район Яньчжоу) |
| Показник                       | Січ.                           | Лют.                           | Бер.                           | Квіт.                          | Трав.                          | Черв.                          | Лип.                           | Серп.                          | Вер.                           | Жовт.                          | Лист.                          | Груд.                          | Рік                            |
| Середній максимум, °C          | 4                              | 6                              | 13                             | 20                             | 26                             | 31                             | 31                             | 30                             | 26                             | 21                             | 13                             | 6                              | 18                             |
| Середня температура, °C        | −1                             | 1                              | 7                              | 14                             | 20                             | 25                             | 26                             | 26                             | 21                             | 14                             | 7                              | 0                              | 13                             |
| Середній мінімум, °C           | −6                             | −3                             | 1                              | 8                              | 13                             | 19                             | 22                             | 21                             | 15                             | 9                              | 2                              | −4                             | 8                              |
| Норма опадів, мм               | 9                              | 10                             | 20                             | 37                             | 45                             | 88                             | 220                            | 141                            | 68                             | 35                             | 19                             | 11                             | 701                            |
| ------------------------------ | ------------------------------ | ------------------------------ | ------------------------------ | ------------------------------ | ------------------------------ | ------------------------------ | ------------------------------ | ------------------------------ | ------------------------------ | ------------------------------ | ------------------------------ | ------------------------------ | ------------------------------ |
| Джерело: Weatherbase           |                                |                                |                                |                                |                                |                                |                                |                                |                                |                                |                                |                                |                                |

## Адміністративний поділ
Префектура поділяється на 2 міські райони, 2 міста та 7 повітів:
| Карта                                                                            | Карта    | Карта    | Карта            |
| -------------------------------------------------------------------------------- | -------- | -------- | ---------------- |
| Ляншань Цзясян Цзіньсян Веньшан Женьчен Ютай Яньчжоу Вейшань Цюйфу Цзоучен Сишуй |          |          |                  |
| Статус                                                                           | Назва    | Оригінал | Населення (2020) |
| Міський район                                                                    | Женьчен  | 任城区   | 1 365 000        |
| Міський район                                                                    | Яньчжоу  | 兖州区   | 755 000          |
| Місто                                                                            | Цзоучен  | 邹城市   | 1 166 559        |
| Місто                                                                            | Цюйфу    | 曲阜市   | 621 971          |
| Повіт                                                                            | Вейшань  | 微山县   | 613 421          |
| Повіт                                                                            | Веньшан  | 汶上县   | 687 544          |
| Повіт                                                                            | Ляншань  | 梁山县   | 730 683          |
| Повіт                                                                            | Сишуй    | 泗水县   | 542 895          |
| Повіт                                                                            | Цзіньсян | 金乡县   | 634 144          |
| Повіт                                                                            | Цзясян   | 嘉祥县   | 820 036          |
| Повіт                                                                            | Ютай     | 鱼台县   | 420 010          |